# Pogonognathellus
Genre
Synonymes
- Pogonognathus Börner, 1908 nec Agassiz, 1846

Pogonognathellus est un genre de collemboles de la famille des Tomoceridae,.

## Liste des espèces
Selon Checklist of the Collembola of the World (version du 22 août 2019) :
- Pogonognathellus beckeri (Börner, 1909)
- Pogonognathellus belmontorum Park, Bernard & Moulton, 2011
- Pogonognathellus bidentatus (Folsom, 1913)
- Pogonognathellus borealis Yosii, 1967
- Pogonognathellus brevifulvus Park, Bernard & Moulton, 2011
- Pogonognathellus celsus (Christiansen, 1964)
- Pogonognathellus danieli Felderhoff, Bernard & Moulton, 2010
- Pogonognathellus dubius (Christiansen, 1964)
- Pogonognathellus elongatus (Maynard, 1951)
- Pogonognathellus flavescens (Tullberg, 1871)
- Pogonognathellus flavescens Lee & Park, 1992
- Pogonognathellus heterochrosatus Wang, Yu & Zhang, 2013
- Pogonognathellus longicornis (Müller, 1776)
- Pogonognathellus magnibrunneus Park, Bernard & Moulton, 2011
- Pogonognathellus mai Wang, Yu & Zhang, 2013
- Pogonognathellus mystax Felderhoff, Bernard & Moulton, 2010
- Pogonognathellus nigritus (Maynard, 1951)
- Pogonognathellus taeniatus (Koch, & Berendt, 1854)

## Publications originales
- Paclt, 1944 : Nomina nova in Collembola. Entomologické listy, vol. 7, p. 12.
- Schultze, 1908 : Insecta. (Erste Serie.) A. Apterygota (1.) Collembolen aus Sud-afrika nebst einer Studie uber die I. Maxille der Collembolen. Denkschriften der Medicinisch-Naturwissenschaftlichen Gesellschaft zu Jena, vol. 13, p. 51-68 (texte intégral).